# Acyrthosiphon lactucae
Acyrthosiphon lactucae är en insektsart som först beskrevs av Giovanni Passerini 1860.  Acyrthosiphon lactucae ingår i släktet Acyrthosiphon och familjen långrörsbladlöss. Arten är reproducerande i Sverige. Inga underarter finns listade i Catalogue of Life.

## Bildgalleri

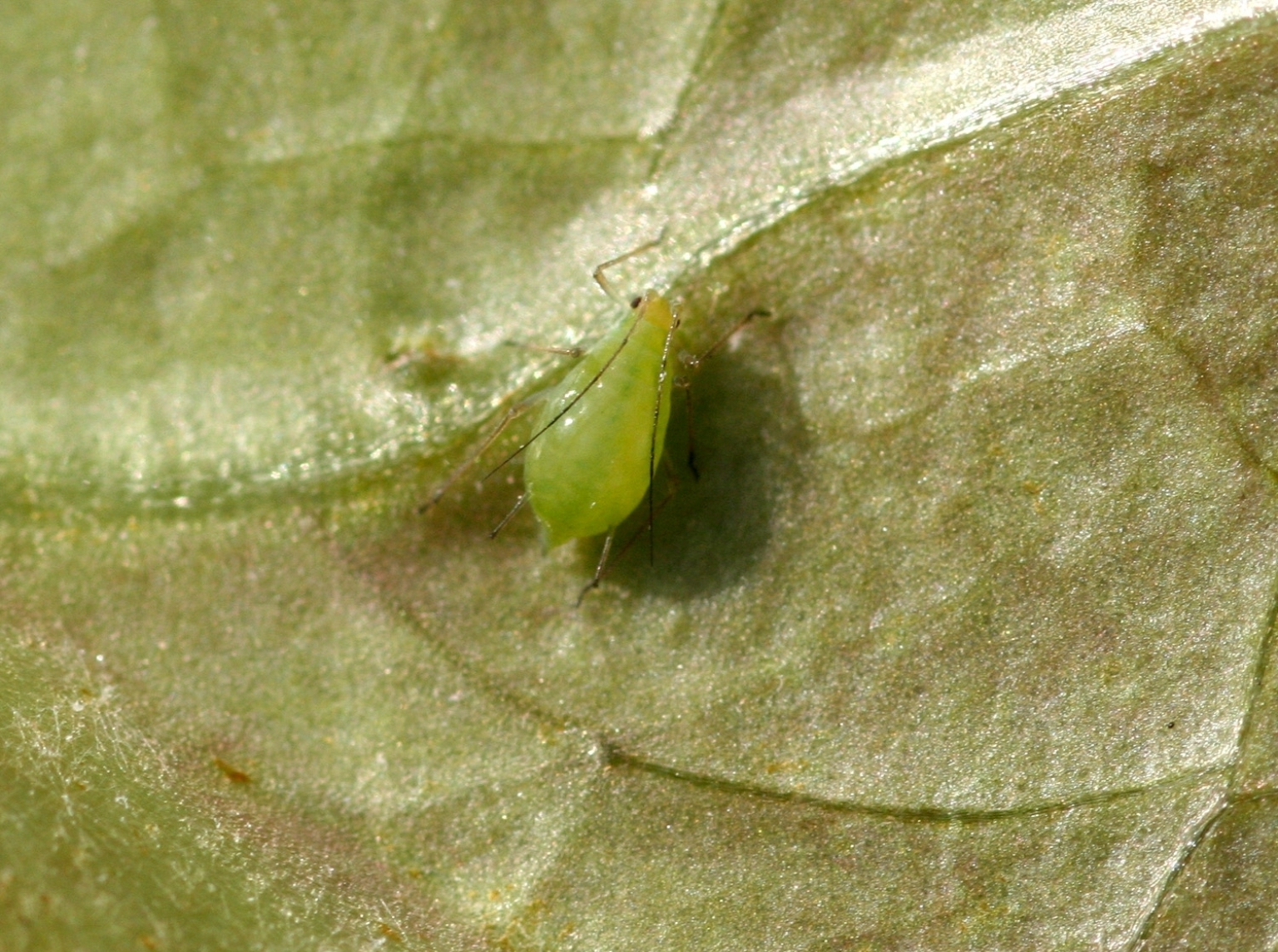
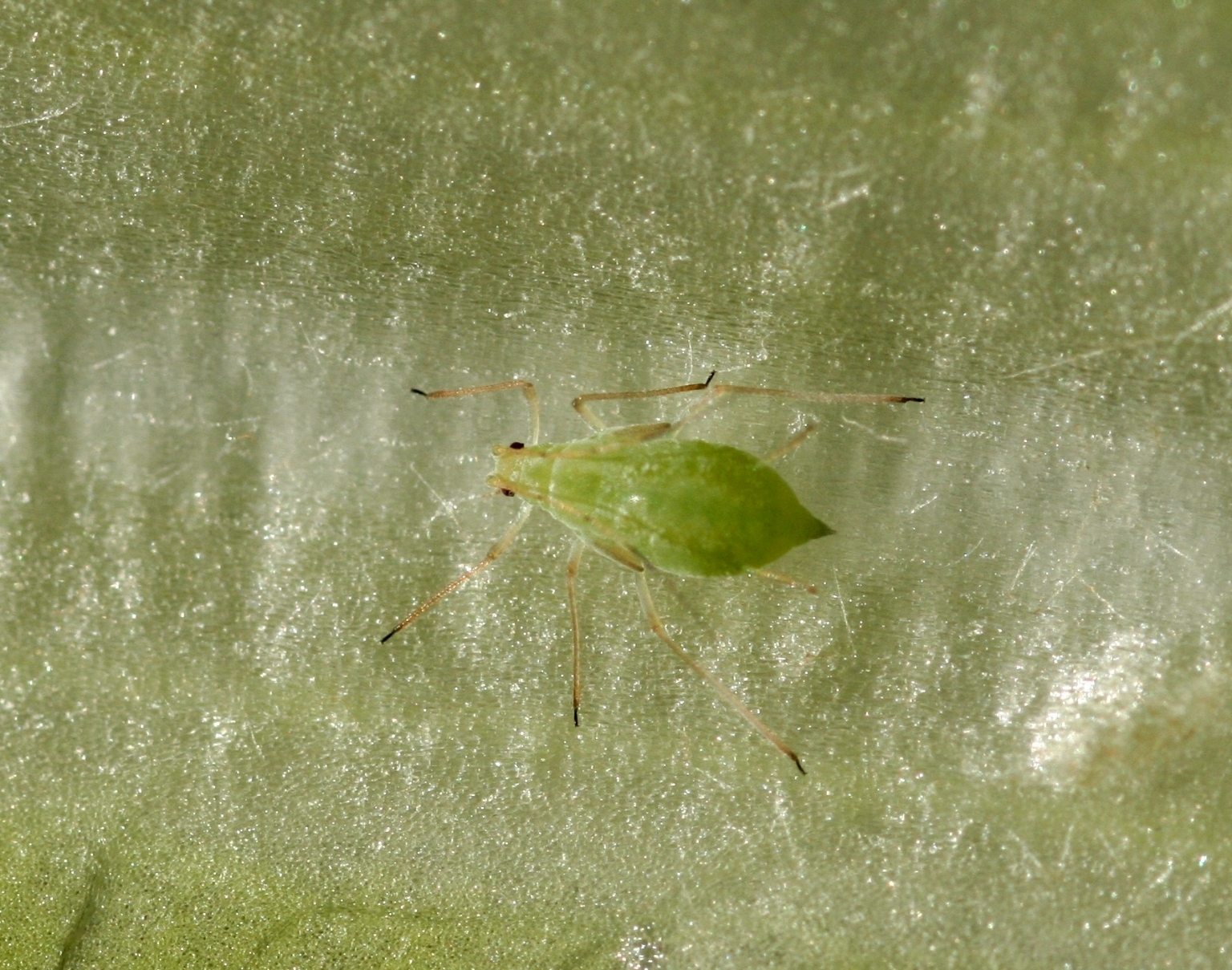
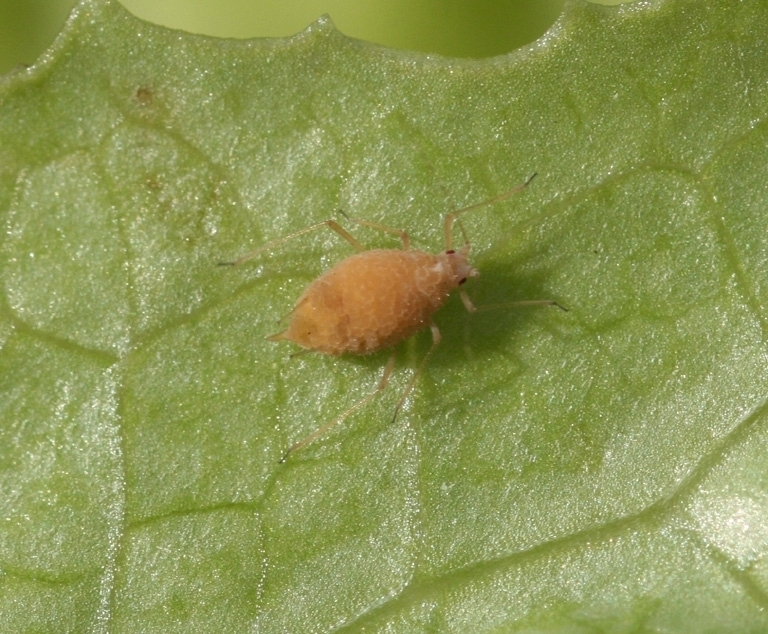
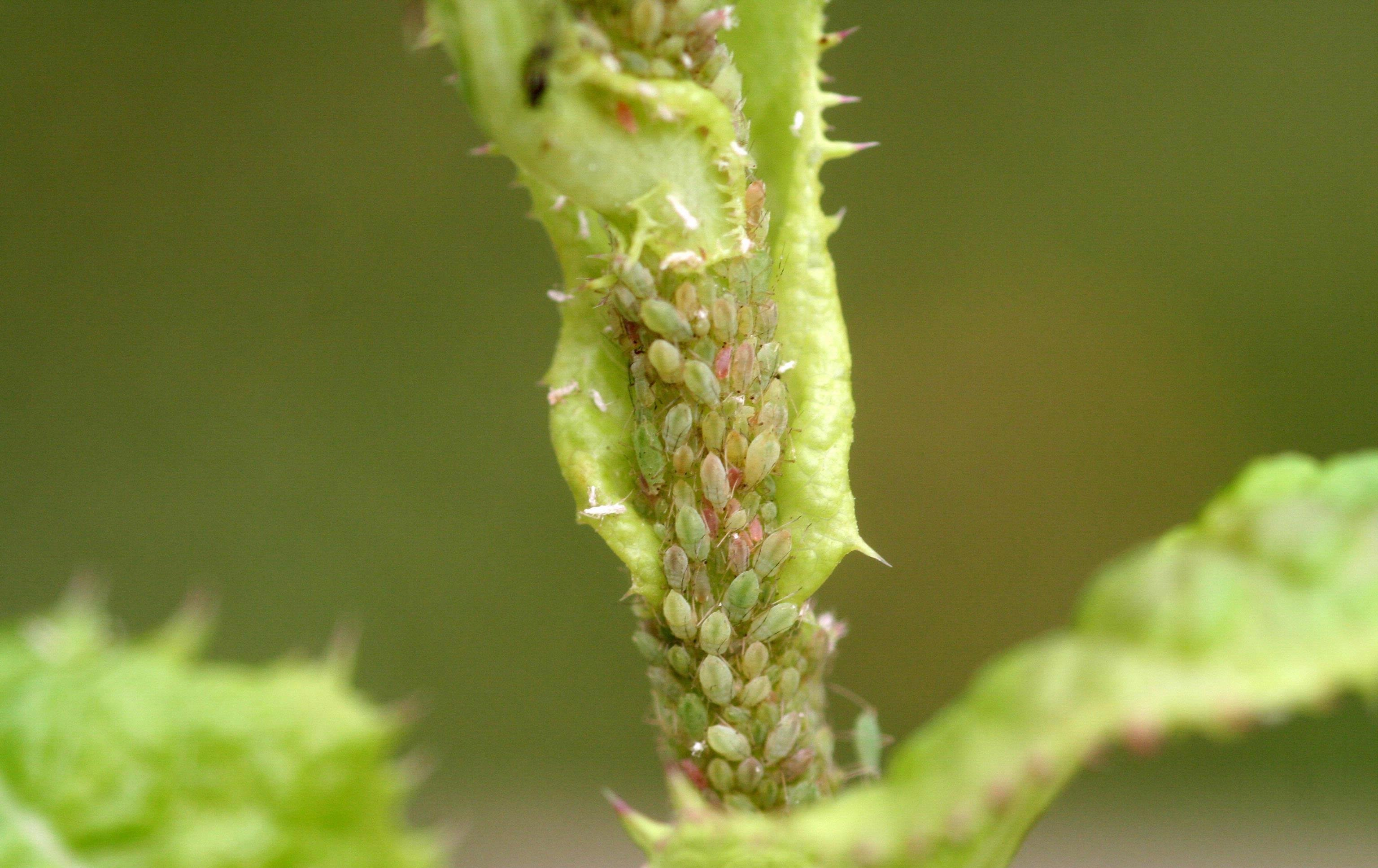
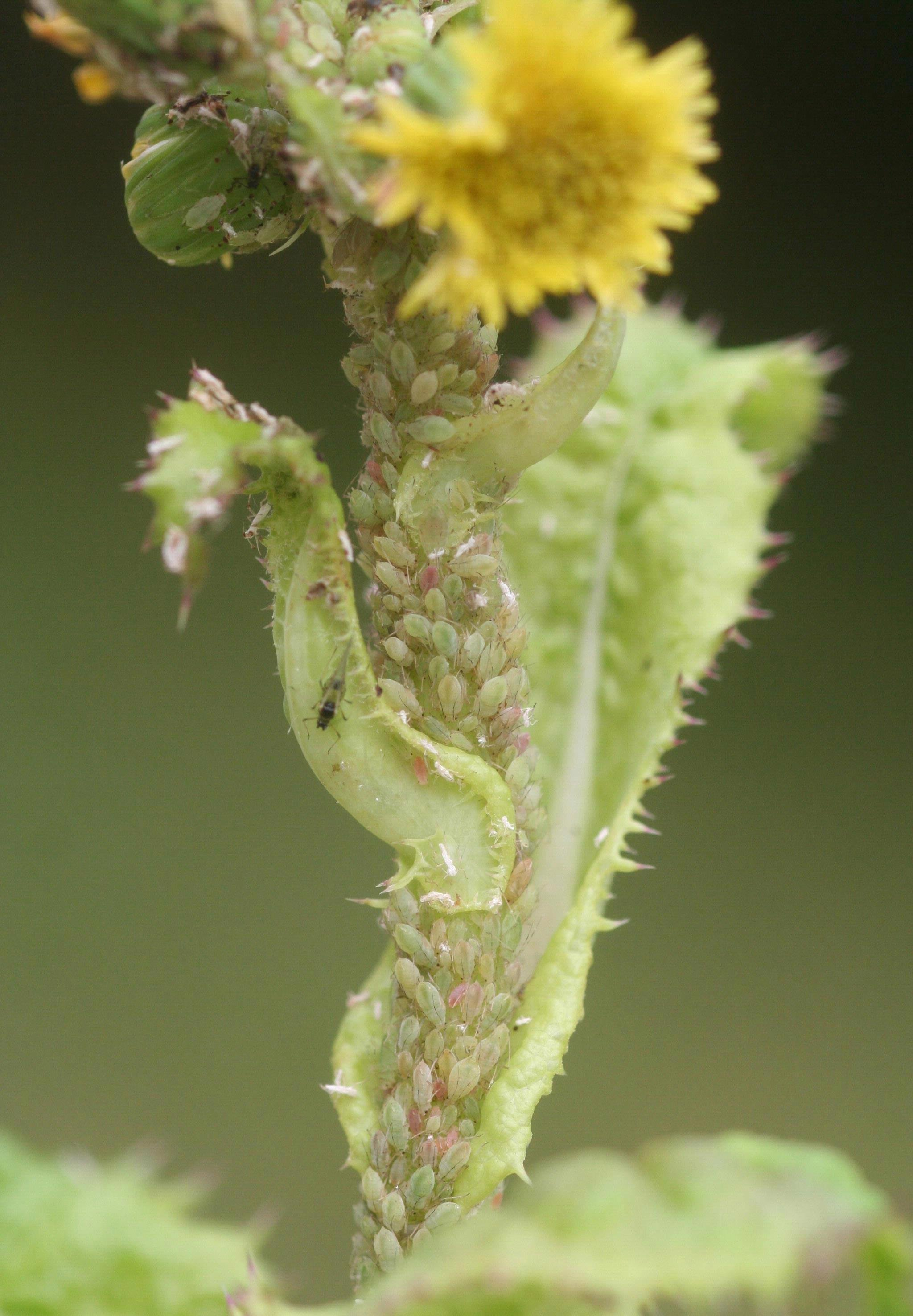